# Öppna hjärtats dörr
Öppna hjärtats dörr är en psalm med text skriven 1908 av August Storm och musik skriven 1865 av Wilhelm Taubert.

## Publicerad i
- Segertoner 1988 som nr 510 under rubriken "Att leva av tro - Kallelse - inbjudan".[1]